# The Soul of Youth
The Soul of Youth és una pel·lícula muda dirigida per William Desmond Taylor i protagonitzada per Lewis Sargent. Basada en una història inspirada en el tribunal de menors del jutge Ben Lindsey escrita per Julia Crawford Ivers, la pel·lícula es va estrenar el setembre de 1920.

## Argument
Maggie, amant del polític faldiller Pete Morano, intenta forçar aquest a que es casi amb ella fent passar el nadó Ed Simpson com el seu fill. Moran endevina l'engany i fa fora Maggie i envia l'Ed a un orfenat. Allà, gràcies a la seva vivacitat el noi és capaç de burlar-se dels orfes i dels funcionaris amenaçadors que els controlen.
Passen tretze anys i un dia Ed aconsegueix un gos pel que sent veritable estimació. Quan la vida a l’orfenat esdevé insuportable decideix escapar. Al carrer coneix Mike un noi repartidor de diaris que l’instrueix de com sobreviure. El noi es veu obligat a robar per sobreviure i acaba arrestat per robar en el rebost dels Hamilton. Portat al tribunal del jutge Ben Lindsey, aquest atorga la custòdia del noi al Sr. Hamilton, un home ric que es presenta contra Moran a les eleccions per l'alcaldia.
Maggie posseeix papers incriminatoris que podrien arruïnar la carrera de Moran, i el polític encarrega al seu sequaç que robi els documents. Ed, que havia promès no tornar a robar, decideix entrar amb Mike a la casa de Moran i recuperar les proves. Amb els papers, Hamilton s’assegura l’alcaldia. L'obtenció dels papers també ajuda a solucionar la relació amorosa entre Vera Hamilton i Dick Armstrong, dos amics de joventut, fent possible el seu matrimoni. Tot plegat això eleva a Ed al rang d'heroi a la casa dels Hamilton.

## Repartiment
- Lewis Sargent (Ed Simpson)
- Ernest Butterworth (Mike)
- Clyde Fillmore (Mr. Hamilton)
- Grace Morse (Mrs. Hamilton)
- Lila Lee (Vera Hamilton)
- Elizabeth Janes (Ruth Hamilton)
- William Collier Jr. (Dick Armstrong)
- Claude Payton (Pete Morano)
- Betty Schade (Maggie)
- Fred Huntley (Mr. Hodge)
- Sylvia Ashton (Mrs. Hodge)
- Russ Powell (policia Jones)
- Jutge Ben Lindsey (ell mateix)
- Mrs. Ben Lindsey (ella mateixa)
- Jane Keckley (Mrs Joyce, matrona)
- Eunice Vin Moore (cuinera)
- Barbara Gurney (mare del nen)